# Scutops lopesi
Scutops lopesi är en tvåvingeart som beskrevs av Dalton de Souza Amorim 1990. Scutops lopesi ingår i släktet Scutops och familjen savflugor. Inga underarter finns listade i Catalogue of Life.